# Referendum in Danimarca del 2022
Il referendum in Danimarca del 2022 si è svolto il 1º giugno 2022 per chiedere il parere degli elettori sull'abolizione della deroga della Danimarca a partecipare alla politica estera e di sicurezza comune dell'Unione europea. Esso è stato annunciato il 6 marzo 2022 a seguito di un ampio accordo di difesa multipartitico raggiunto durante l'invasione russa dell'Ucraina del 2022. Il referendum ha visto la vittoria del sì con una maggioranza del 66,90% dei voti e un'affluenza del 65,76%.
Questo è il terzo referendum che si è tenuto in relazione alle deroghe comunitarie ottenute del paese. Nel referendum del 2000 l'elettorato danese respinse l'adozione dell'euro come valuta nazionale e nel referendum del 2015 venne respinta anche la proposta per modificare la deroga in tema di giustizia.

## Contesto

Membri dell'Unione Europea partecipanti alla Politica di sicurezza e difesa comune (in rosso la Danimarca).

Creata nel 2007, la Politica di sicurezza e difesa comune (PSDC) comprende tutti i paesi membri dell'Unione Europea (UE) ad eccezione della Danimarca, che beneficia di una deroga. Parte integrante della politica estera e di sicurezza comune (PESC) dell'UE, la PSDC mira all'eventuale definizione di una politica di difesa comune. L'UE dovrebbe pertanto essere dotata di una capacità operativa, basata su risorse civili e militari che potrebbero essere dispiegate al di fuori dell'Unione al fine di garantire il mantenimento della pace, la prevenzione dei conflitti e il rafforzamento della sicurezza internazionale, conformemente ai principi di la Carta delle Nazioni Unite e la Dichiarazione di Petersberg. La PSDC mira a rafforzare il ruolo dell'UE nella gestione delle crisi internazionali, in modo complementare e coordinato con la NATO.
Già membro dell'Organizzazione del Trattato dell'Atlantico del Nord (NATO), la Danimarca aveva espresso esplicitamente il desiderio di non aderire alla PSDC al vertice di Edimburgo del dicembre 1992. Dopo la mancata approvazione del Trattato di Maastricht nel referendum del 1992, venne raggiunto l'accordo di Edimburgo, che ha concesso alla Danimarca quattro deroghe nell'Unione europea, di cui uno in materia di difesa. Il Trattato di Maastricht fu successivamente ratificato dalla Danimarca nel 1993. La rinuncia alla difesa comporta che la Danimarca non partecipi alla politica di sicurezza e di difesa comune e alle operazioni militari dell'Unione europea. Inoltre, la deroga esclude che la Danimarca possa partecipa re i processi decisionali nell'Unione europea relativi alle operazioni militari.
Il 24 febbraio 2022, i problemi di difesa dei paesi europei sono portati alla ribalta dall'invasione russa dell'Ucraina. Il 6 marzo il primo ministro Mette Frederiksen annunciò di voler aumentare la quota del PIL dedicata alla difesa dall'1,5 al 2%, lanciare un programma di quasi un miliardo di euro di spese militari in due anni ed eliminare la dipendenza del Paese dalle forniture di gas russo. Dichiarando che "i periodi storici richiedono decisioni storiche", Frederiksen reagì direttamente alla situazione in Ucraina parlando di "un'Europa prima" e "un'Europa dopo il 24 febbraio", prima di annunciare lo svolgimento di un referendum sulla revoca dell'opzione di recesso danese sulla PESD..
Affinché il referendum fosse respinto, la maggioranza degli elettori partecipanti avrebbe dovuto votare contro e gli elettori contrari avrebbero dovuto rappresentare almeno il 30% dell'elettorato. Tuttavia, i partiti politici che hanno proposto l'accordo di difesa hanno convenuto che il risultato del referendum avrebbe dovuto essere comunque valido indipendentemente dall'affluenza alle urne. In quanto tale, secondo i promotori, il referendum non avrebbe avuto - di fatto - un quorum da raggiungere.
Il voto non è stato organizzato nelle Isole Fær Øer e in Groenlandia: sebbene siano paesi costitutivi del Regno di Danimarca allo stesso modo della Danimarca continentale, queste due entità hanno una notevole autonomia e non fanno parte dell'Unione europea.

## Campagna referendaria
L'accordo multipartitico di difesa è stato firmato e presentato dai leader dei Socialdemocratici, di Venstre, del Partito Popolare Socialista, del Partito Social Liberale e del Partito conservatore. I partiti hanno approvato anche un aumento delle spese per la difesa e l'obiettivo di liberare la dipendenza del Paese dal gas russo. Anche Alleanza Liberale, Democratici Cristiani e Verdi Indipendenti hanno approvato l'opzione "Sì".
Il Partito Popolare Danese, la Nuova Destra, i Giovani Conservatori e l'Alleanza Rosso-Verde si sono invece opposti all'abolizione della deroga europea, invitando all'elettorato a votare "No".
Il 30 marzo il ministero degli Esteri danese ha pubblicato due progetti di legge per l'organizzazione del referendum e l'adesione alla politica di sicurezza e di difesa comune dell'Unione europea. In seguito, la formulazione del quesito referendario, che non menzionava né l'Unione europea né la deroga comunitaria,  è stata criticata dal Partito Popolare Danese e dall'Alleanza Rosso-Verde.  Il ministro degli Esteri Jeppe Kofod ha invece difeso la formulazione del quesito referendario, sottolineando che il voto riguardava l'adesione del Paese agli altri 26 Stati membri dell'UE . A seguito delle critiche, il 7 aprile Kofod annunciò comunque una modifica alla formulazione del quesito che ora cita espressamente la cooperazione europea per la difesa e la sicurezza e l'abolizione della deroga comunitaria.
È stata espressa preoccupazione per il fatto che l'eliminazione della deroga comunitaria e la partecipazione alla politica di sicurezza e di difesa comune potrebbe alla fine portare la Danimarca a dover unirsi a un esercito europeo se ne dovesse essere creato uno in futuro. Il ministro degli Esteri Jeppe Kofod si è impegnato, in merito a qualsiasi cambiamento in materia che richiedesse revisioni del trattato, a sottoporre al popolo danese per l'approvazione in un nuovo referendum.

## Sondaggi
| Date) | Sondaggista     | Campione | Domanda                                                                    | Sì    | No    | Indeciso | Scarto |
| --- | --------------- | -------- | -------------------------------------------------------------------------- | ----- | ----- | -------- | ------ |
| 16-22 maggio 2022 | Voxmetro        |          | Come il referendum                                                         | 45,5% | 30%   | 24,6%    | 15,5%  |
| 9 maggio 2022 | Episodio        |          |                                                                            | 38%   | 27%   | 35%      | 11%    |
| 6 maggio 2022 | Megafon         | 1.009    |                                                                            | 39%   | 26%   | 35%      | 13%    |
| 20-27 aprile 2022 | Episodio        | 2.090    | Come il referendum                                                         | 39%   | 26%   | 35%      | 13%    |
| 18-24 aprile 2022 | Voxmetro        |          | Come il referendum                                                         | 39,5% | 32,1% | 28,4%    | 7,4%   |
| 4-10 aprile 2022 | Voxmetro/Ritsau |          | Come il referendum                                                         | 38,8% | 32,4% | 28,8%    | 6,4%   |
| 31 marzo-7 aprile 2022 | Episodio        | 2.102    | Abolizione dell'opt-out della difesa                                       | 36%   | 27%   | 37%      | 9%     |
| 28 marzo-3 aprile 2022 | Voxmetro/Ritsau | 1.007    | Come il referendum                                                         | 39,2% | 35,8% | 25%      | 3,4%   |
| 22–28 marzo 2022 | Voxmetro        | 1.000    | Abolizione dell'opt-out della difesa                                       | 40,3% | 35,4% | 24,3%    | 4,9%   |
| 14–20 marzo 2022 | Voxmetro        | 1.509    |                                                                            | 38,2% | 30,9% | 30,9%    | 7,3%   |
| 6–20 marzo 2022 | Wilke           | 1.000    |                                                                            | 42%   | 30%   | 28%      | 12%    |
| 8–15 marzo 2022 | Episodio        | 1.020    |                                                                            | 38%   | 23%   | 39%      | 15%    |
| 7–11 marzo 2022 | Voxmetro        | 1.509    |                                                                            | 44,2% | 28,7% | 27,1%    | 15,5%  |
| 7–8 marzo 2022 | Megafon         | 2.054    | Abolire la rinuncia alla difesa?                                           | 55%   | 23%   | 22%      | 32%    |
| 6 marzo: il governo del primo ministro Mette Frederiksen annuncia un referendum sull'opt-out della difesa danese che si terrà il 1 giugno. |                 |          |                                                                            |       |       |          |        |
| 3–4 marzo 2022 | Megafon         | 1.092    | Abbandonare la riserva di difesa e unirti a un esercito congiunto dell'UE? | 49%   | 27%   | 23%      | 22%    |

## Risultati
| Sì             | 1 848 242 | 66,87 |  |  |  |  |  |  |
| No             | 915 717   | 33,13 |  |  |  |  |  |  |
| Totale         | 2 763 959 | 100   |  |  |  |  |  |  |
|                |           |       |  |  |  |  |  |  |
| Schede bianche | 32 739    | 1,17  |  |  |  |  |  |  |
| Schede nulle   | 5 819     | 0,21  |  |  |  |  |  |  |
| Votanti        | 2 802 517 | 65,77 |  |  |  |  |  |  |
| Elettori       | 4 260 944 |       |  |  |  |  |  |  |

Fonte: Danmarks Statistik